# Archivos Federales Suizos
Los Archivos Federales Suizos ( alemán : Schweizerisches Bundesarchiv, francés: Archives fédérales suisses ) son los archivos nacionales de Suiza. Además, los cantones cuentan con archivos oficiales propios. El edificio y sus colecciones son patrimonio suizo de importancia nacional.
En 2018 los archivos albergaban más de 66.000 metros lineales de documentos impresos y 20,7 terabytes de documentos digitales. Los archivos tienen una plantilla permanente de 57,8 equivalentes a tiempo completo y un presupuesto de 19,2 millones de francos suizos. Los archivos se rigen por la Ley Federal de Archivos.
Los Archivos Federales se crearon en 1798 tras la creación de la República Helvética. Bajo la república, los archivos se trasladaban cada vez que se trasladaba la sede del gobierno. Con la creación del Estado Federal en 1848, los archivos pasaron a formar parte de la Cancillería Federal y encontraron su sede en el Ayuntamiento de Berna. El primer archivero federal fue Johann Jakob Meyer, nombrado en 1849. En la segunda mitad del siglo XIX, los archivos se trasladaron al ala occidental del edificio del Parlamento. En 1868 se nombró al segundo archivero jefe, Jakob Kaiser. En los años siguientes convenció al Parlamento para que comprara un terreno al otro lado del río Aar, en el barrio de Kirchenfeld, y construyera el actual edificio del archivo. El edificio fue construido en 1896-99 por Theodor Gohl en estilo renacentista.
En 1914 los archivos son designados oficialmente como Bundesarchiv o Archivo Federal. Ese mismo año se instala la primera máquina de escribir. El 9 de mayo de 1944, el Consejo Federal aprueba la primera normativa que pone a disposición del público todos los registros del archivo que tengan al menos 50 años de antigüedad. En 1963 se instala el primer lector de microfilmes, seguido de una copiadora en 1965. El 15 de julio de 1966, la nueva normativa relativa a los archivos mantuvo el límite de 50 años, pero estableció excepciones para la investigación académica. En 1973 el límite de 50 años se redujo a 35 años y en 1998 se volvió a reducir a 30 años